# آق‌داش (جلیل‌آباد)
آق‌داش (به ترکی آذربایجانی: Ağdaş) یک منطقه مسکونی در جمهوری آذربایجان است که در شهرستان جلیل‌آباد واقع شده است. آق‌داش ۲۴۰۳ نفر جمعیت دارد.